# Kurri Kurri
Kurri Kurri ist eine Kleinstadt im australischen Bundesstaat New South Wales.
Kurri kurri ist ein Wort der Awabakal-Sprache und bedeutet „Allererstes“, „Anfang“. Umgangssprachlich wird für den Ort die Kurzform Kurri verwendet.

## Geographie
Kurri Kurri gehört zum lokalen Verwaltungsgebiet Cessnock City und liegt im unteren Abschnitt der Region Hunter Valley, die für den Weinbau in Australien von Bedeutung ist. Der Ort ist hauptsächlich ein Wohngebiet und weist im Nordwesten eine Industriezone auf.

## Geschichte

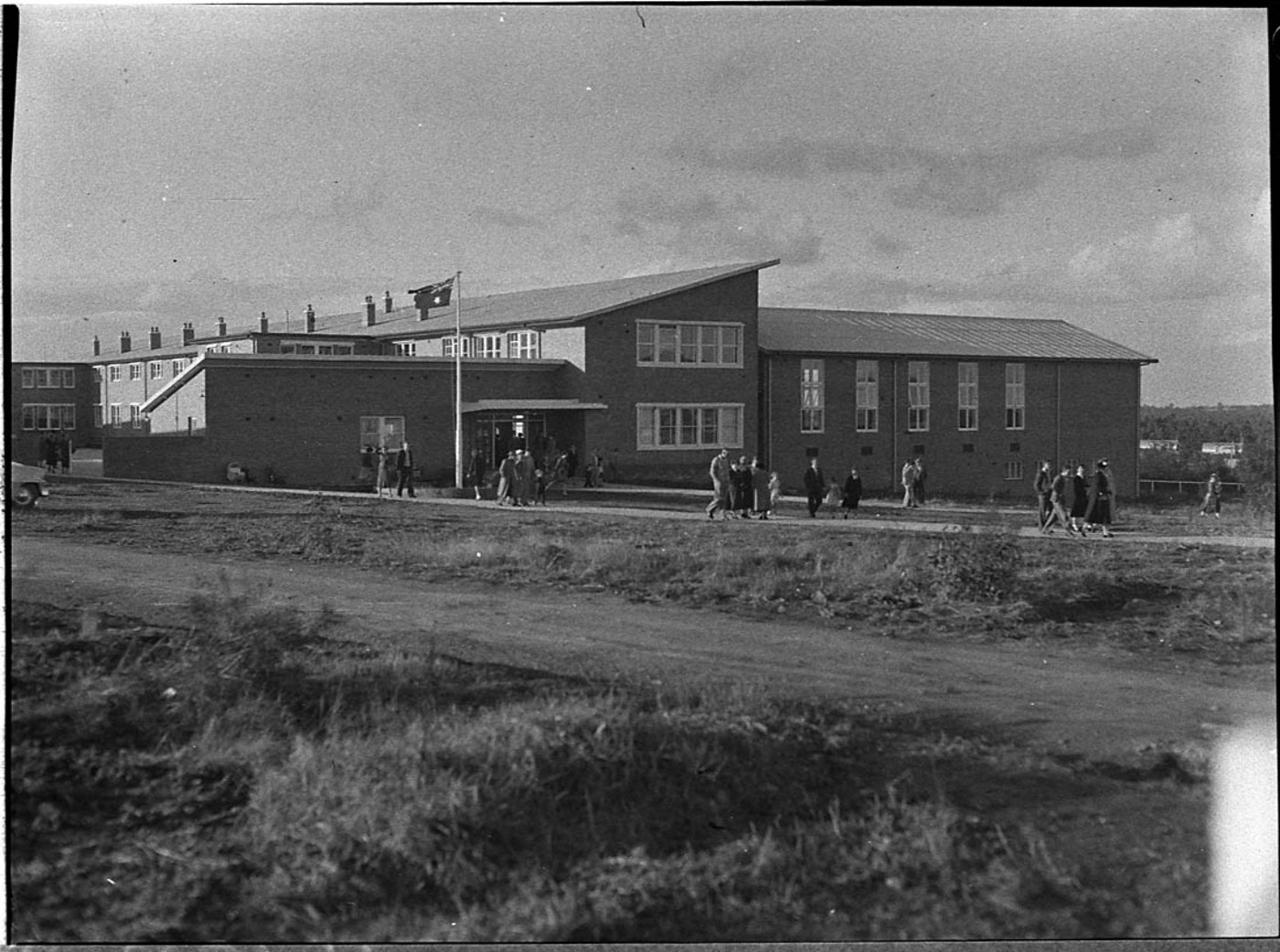
Eröffnung der Kurri Kurri High School (1956)

Der Geologe Edgeworth David entdeckte 1886 mit dem South Maitland Coalfield eine große Kohlelagerstätte in der Region. Zum Zweck des Kohleabbaus wurde eine Eisenbahnlinie erbaut und im Jahr 1902 die Stadt Kurri Kurri angelegt, wobei die erste Grundstücksauktion 1903 stattfand.
Als Zentrum der Bergbauregion wuchs Kurri Kurri bis 1911 signifikant an. Mitte der 1920er Jahre war der Höhepunkt der Kohleförderung erreicht, die Mitte der 1960er Jahre schließlich eingestellt wurde. Zwischen den 1930er und 1960er Jahren sank die Bevölkerungszahl der Stadt. 1966 wurde Kurri Kurri mit anderen Orten zur Local Government Area Cessnock City zusammengeschlossen.

## Kultur und Sehenswürdigkeiten
In der Stadt befindet sich jeweils ein Kirchengebäude der Baptisten, der Kongregationalisten und der Uniting Church in Australia. Das 1903 fertiggestellte Kurri Kurri Hotel mit seiner reichen Ausstattung ist heute eine Touristenattraktion.
Das Richmond Main Mining Museum und das in der Kurri Kurri High School untergebrachte Sir Edgeworth David Memorial Museum erinnern an die industrielle Vergangenheit Kurri Kurris. Von 2003 bis 2007 entstanden in einem Projekt über 40 Wandbilder in der Stadt, die Szenen aus der Geschichte der Region darstellen.

## Wirtschaft und Infrastruktur
Nach dem Ende des Kohleabbaus stellt die Kurri-Kurri-Aluminiumhütte, die 1969 ihren Betrieb aufnahm, den wichtigsten Industriezweig in Kurri Kurri dar. In den 1970er Jahren eröffneten zudem mehrere Produktionsstätten der Leichtindustrie im Ort.
Im Bereich der medizinischen Infrastruktur existiert das Kurri Kurri District Hospital. Ferner bestehen mehrere Schulen im Ort.

## Persönlichkeiten
- Ken Booth (1926–1988), Politiker
- Richard Johnson (* 1974), Fußballspieler
- Heidi Mather (* 1978), Squashspielerin
- Chad Reed (* 1982), Motocrossfahrer
- Casey Stoner (* 1985), Motorradrennfahrer